# Franciszek Wojciech Grabianka
Franciszek Wojciech Grabianka herbu Leszczyc (ur. ok. 1629, zm. 1714) – elektor 1648, 1674 i 1696
Franciszek Wojciech Grabianka herbu Leszczyc, syn Bartłomieja, stolnika czerskiego i Anny Glinieckiej herbu Korab, stolnikówny mazowieckiej, urodził się zapewne około 1629 roku, skoro wziął udział w elekcji Jana Kazimierza w 1648 roku. Pisał się z Pankracewic. Dziedzic: Kołbieli, Borkowa, Starej Wsi, Gozdowa, Duchnowa, Golic, Gliny, Jatna, Ostrówka, Dąbrówki, Jabłonny i części Młockiej Woli oraz Strusowa na Rusi. Podpisał trzy elekcje: Jana Kazimierza, Jana III Sobieskiego i Augusta II Mocnego. Zmarł po 25 kwietnia 1714 roku i został pochowany w Kołbieli.
Ożenił się z Barbarą Biejkowską, pisarzówną ziemską sandomierską, z którą pozostawił pięciu synów: Józefa, Antoniego, Bernarda i Kazimierza oraz dwie córki: Helenę, żonę Antoniego Karczewskiego herbu Jasieńczyk, kasztelana liwskiego oraz Zofię, żonę Wojciecha Antoniego Łopackiego herbu Lubicz, podstolego ciechanowskiego.